# Absolut Hot
Absolut HOT est une radio privée diffusée en DAB+ en Bavière, en Hesse et dans certaines régions de Saxe.

## Historique
Absolut HOT, sœur d'Absolut Relax, diffuse d'abord ses programmes via Internet. Le 6 septembre 2013, elle peut émettre depuis le Großer Feldberg et de l'Europaturm à Francfort-sur-le-Main.

## Programme
Absolut HOT s'adresse à un public de 14 à 39 ans en diffusant surtout les vingt titres les plus vendus du moment.
Comme Absolut Radio, Absolut HOT veut être une alternative aux stations de radio habituelles. L'offre en ondes devrait être étayée[pas clair] par des activités en ligne sur son propre site web et par le biais des médias sociaux.

## Activités Internet
Absolut HOT propose des services supplémentaires et des informations sur le titre, un programme en direct et plusieurs blogs thématiques sur son site web. La station est également représentée sur Facebook.